# Rothbury
Rothbury est une ville de 2 107 habitants dans le Northumberland en Angleterre.
La ville est connue pour abriter le domaine de Cragside, demeure de William George Armstrong.